# Faro de Punta Jandía
El faro de Punta Jandía es un faro situado en la península de Jandía, en el extremo suroeste de la isla de Fuerteventura, en el archipiélago de las Islas Canarias, España. Está gestionado por la autoridad portuaria de Las Palmas de Gran Canaria.

## Historia
Puesto en servicio en 1864, es uno de los faros más antiguos de las Islas Canarias. El faro de Punta de Anaga, en Tenerife, comenzó su actividad el año anterior.